# Лохов, Эвальд фон
Эвальд Константин Фридрих фон Лохов (нем. Ewald von Lochow; 1 апреля 1855, Петкус, Бранденбург – 11 апреля 1942, Берлин) – прусский военачальник, генерал от инфантерии.

## Биография

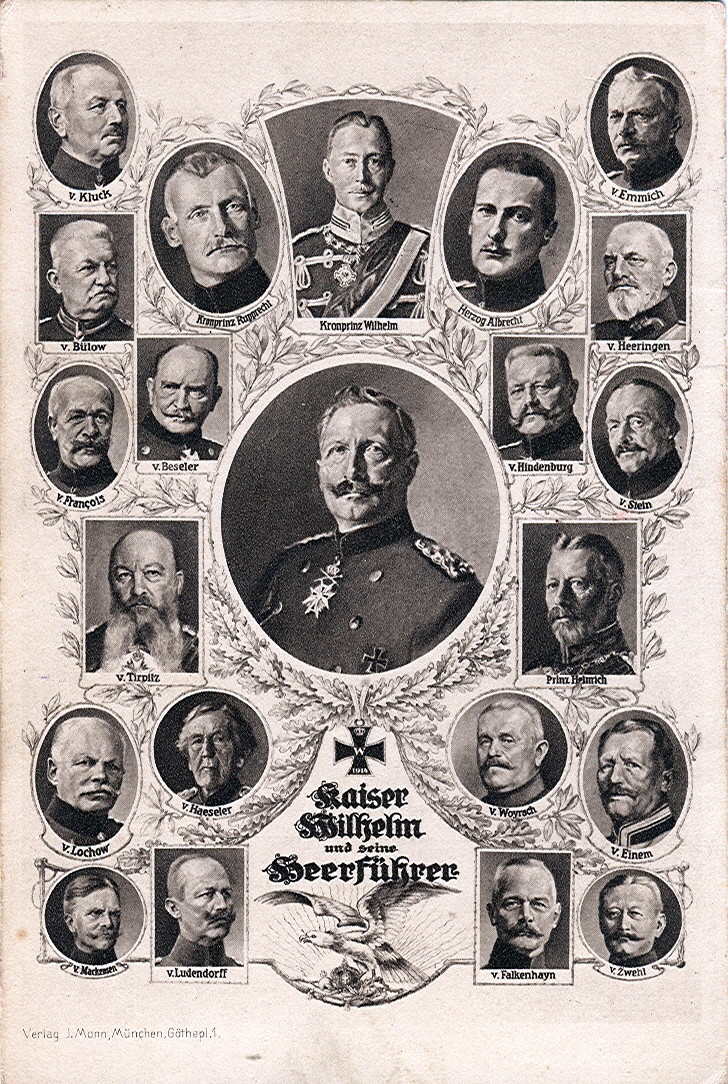
Кайзер Вильгельм и его военачальники (открытка 1915 года):Эвальд фон Лохов (2-й ряд снизу слева)

Сын помещика. В 1873 году окончил кадетский корпус и в звании подпоручика поступил во 2-й гвардейский пехотный полк в Потсдаме. Продолжил учёбу в Военной академии Генерального штаба Пруссии. Капитаном поступил на службу в  штаб 2-го армейского корпуса в Штеттине, затем в 16-й дивизии в Трире, прежде чем был назначен командиром роты 5-го Вестфальского пехотного полка № 53 в Кельне.
Командовал 2-й гвардейской пехотной дивизией. В 1909 году был назначен командиром III Армейского корпуса (5-я и 6-я пехотные дивизии со штаб-квартирой в Берлине). При мобилизации в начале мировой войны его корпус вошёл в состав 1-й армии генерала А. Клюка.
Участник Первой Мировой войны.
III армейский корпус сыграл важную роль в сражениях с французской армией, а также добился больших успехов в действиях против сербов. В феврале 1916 года участвовал в битве при Вердене, захватив форт Дуомон и взяв 6000 пленных. За эту акцию фон Лохову 14.1.1914 года кайзер Вильгельм II лично вручил орден Pour le Merite, a 13.11.1915 г. получил к нему дубовые ветви.
14.11.1916 году заменен генералом В. фон Лютвицем. С 1 по 17 декабря 1916 г. командовал 5-й армией на Западном фронте, развернутой в районе крепости Верден. 17.12.1916 г. заменен генералом М. фон Гальвицем и зачислен в резерв.
С 29.11.1917 г. – шеф 8-го гренадерского полка. 11.11.1918 года вышел в отставку.